# Matsushima (Miyagi)
Matsushima (松島町?) è una cittadina giapponese della prefettura di Miyagi.